# El secreto del río
El secreto del río es una serie dramática mexicana creada por Alberto Barrera. Se lanzó a nivel mundial en Netflix el 9 de octubre de 2024.

## Argumento
Cuando Manuel, un niño recién llegado a un pequeño pueblo mexicano del Istmo de Tehuantepec, en Oaxaca para vivir con su abuela, se hace amigo de Erik, un niño local, se desarrolla una amistad extraordinaria entre los dos y de Paulina, otra niña. La comunidad muxe apoya a Manuel en la búsqueda de su identidad de género, haciendo una fuerte amistad con Solange y otras quienes lo protegen.

Puedes tener la fuerza de un hombre y el corazón y el espíritu de una mujer, eso es ser muxe.
Solange

En tanto, un oscuro secreto infantil y un trauma siempre vincularán sus destinos. Al fallecer su madre, el padre de Manuel se lo lleva del pueblo. Veinte años después, Manuel es Sicarú y Erik y Paulina se han casado. El pasado amenaza con alcanzarlos. 

## Reparto
| Rol                       | Intérprete              |
| ------------------------- | ----------------------- |
| Sicarú                    | Trinidad González       |
| Sicarú / Manuel (de niño) | Frida Sofía Cruz        |
| Erik                      | Diego Calva             |
| Erik (de niño)            | Mauro Guzmán            |
| Paulina                   | Yoshira Escárrega       |
| Paulina (de niña)         | Lisa Rivas Avalos       |
| Braulio                   | Jero Medina             |
| Braulio (de niño)         | Jorge Briseño           |
| Rafaela                   | Mercedes Hernández      |
| Luisa                     | Iazua Larios            |
| Ámbar                     | Nova Coronel            |
| Solange                   | La Bruja de Texcoco     |
| Jacinto                   | Jorge A. Jiménez        |
| Ana                       | Teté Espinoza           |
| Orlando                   | Humberto Busto          |
| Sergio                    | Fernando Cuautle        |
| Carmen                    | Vicky Araico            |
| Vincente                  | Alejandro Monteros      |
| Doña María                | Norma Márquez           |
| Pedro                     | Pedro Hernández         |
| Adrián                    | Romanni Villicaña       |
| Marina                    | Lady Kero               |
| Doris                     | Lú Lopra                |
| Felipe                    | David Montalvo          |
| Gutiérrez                 | Carlos Patrick Casanova |
| Alejandro                 | Saak                    |
| Silvia                    | Giselle Kuri            |
| Camila                    | Gabriela Cartol         |
| Emiliano / Emi            | Kaarlo Isaac            |

## Episodios
| N.º | Título original                 | Dirección         | Guion           |
| --- | ------------------------------- | ----------------- | --------------- |
| 1   | El secreto                      | Ernesto Contreras | Alberto Barrera |
| 2   | No se lo digas a nadie          | Ernesto Contreras | Alberto Barrera |
| 3   | A veces las mentiras son buenas | Alba Gil          | Alberto Barrera |
| 4   | Para siempre juntos             | Alba Gil          | Alberto Barrera |
| 5   | Sicarú                          | Ernesto Contreras | Alberto Barrera |
| 6   | La encrucijada                  | Alejandro Zuño    | Alberto Barrera |
| 7   | El reencuentro                  | Alejandro Zuño    | Alberto Barrera |
| 8   | Mil amores                      | Ernesto Contreras | Alberto Barrera |

## Producción

### Desarrollo
Dentro de la trama la serie aborda temáticas como la diversidad sexual y la búsqueda de la identidad de género en la infancia, todo en el contexto cultural del sureste de México, en donde existen personas muxes, el también llamado tercer género. Además, se visibilizan las problemáticas en torno a la discriminación, la violencia de género, los crímenes de odio y la trata de personas en México.

### Rodaje
La película fue rodada en locaciones de Salina Cruz, Juchitán de Zaragoza, Ciudad Ixtepec, San Blas Atempa, La Ventosa y la cueva de Tolistoque.

## Recepción
La recepción entre los medios de comunicación y la crítica especializada ha sido en lo general positiva. Se posicionó rápidamente entre las series más vistas en México en la plataforma de streaming.
- «Las escenas están meticulosamente elaboradas, con un equilibrio entre lo poético y lo emocionalmente complejo, lo que añade capas de significado a la trama», comentó Juan Pablo Russo para el portal Corre Cámara. Asimismo destacó el valor de poner en escena historias relacionadas con lo LGBT+[9]En tanto Russo para Escribiendocine destacó: «los paisajes amplios y coloridos contrastan con las vidas internas turbulentas de los personajes. Las escenas están meticulosamente elaboradas, con un equilibrio entre lo poético y lo emocionalmente complejo, lo que añade capas de significado a la trama».[10]
- «Un bonito retrato de la amistad y de la diversidad sexual y de género», escribió José Luis Martín para La Vanguardia.
- Para Mario Durán de El Dictamen, la serie es «un fuerte abrazo de fortaleza y a la vez realizar un digno homenaje a las denominadas muxes, aquellas que forman parte de la cultura de Juchitán, Oaxaca y que es aquel hombre que se vive y se sabe mujer, el único tercer sexo reconocido oficialmente por la sociedad y que viven su propio género más allá del cuerpo que tengan», comentó.[11]